# Locksmith Animation
Locksmith Animation é um estúdio de animação britânico fundado em 2014. Ele tem sede em Londres, Inglaterra, e afirma ser o único estúdio de animação digital no Reino Unido a produzir filmes familiares.
O primeiro filme da Locksmith Animation, Ron Bugado, foi lançado em 22 de outubro de 2021, distribuído pela 20th Century Studios e com críticas geralmente positivas. Seus próximos filmes são That Christmas, um filme de Natal baseado na série de livros infantis do cineasta Richard Curtis, distribuído pela Netflix, Bad Fairies, um filme original de comédia musical e The Lunar Chronicles, ambos distribuídos pela Warner Bros. Pictures.

## História
O estúdio foi fundado em 2014 por Sarah Smith e Julie Lockhart com o apoio financeiro de Elisabeth Murdoch. Em abril de 2014, o estúdio de efeitos especiais/animação Double Negative fechou um acordo com a Locksmith, onde fornecerá a animação digital para os filmes da Locksmith.
Em maio de 2016, a Locksmith fechou um contrato de produção com a Paramount Pictures, com a Paramount atuando como distribuidora dos filmes da Locksmith a serem produzidos sob o nome da Paramount Animation. No ano seguinte, no entanto, a Paramount abandonou seu acordo com a Locksmith quando o presidente e CEO da Paramount, Brad Grey, foi substituído por Jim Gianopulos.
Em setembro de 2017, a Locksmith fechou um contrato de produção de vários anos com a 20th Century Fox, que distribuiria os filmes da Locksmith sob o nome da 20th Century Fox Animation, com o objetivo da Locksmith lançar um filme a cada 12-18 meses.  O primeiro filme da produtora foi Ron Bugado, que foi lançado em 22 de outubro de 2021 nos Estados Unidos, pela 20th Century Studios.  Em outubro de 2019, enquanto a Disney assumia a 20th Century Animation, a Locksmith formou um novo contrato de produção plurianual com a Warner Bros., que distribuiria os futuros filmes da Locksmith sob o nome do Warner Animation Group após o lançamento de Ron Bugado, sendo o único filme da Locksmith a ser distribuído pela 20th Century.
Em junho de 2021, foi anunciado que Natalie Fischer, ex-COO da Illumination Entertainment, assumiria como CEO do estúdio. A co-fundadora da Locksmith, Sarah Smith, saiu da empresa para buscar seus próprios projetos criativos. Também foi anunciado que a Locksmith estava produzindo That Christmas, um filme de Natal baseado na série de livros infantis do cineasta Richard Curtis, e tinha em desenvolvimento um filme de comédia musical original. Em junho de 2022, foi revelado que That Christmas seria distribuído pela Netflix, e que o estúdio agora possuía escritórios em Los Angeles. 
Em janeiro de 2022, a Locksmith adquiriu os direitos da série de livros The Lunar Chronicles, de Marissa Mayer.
Em junho de 2023, após o Warner Animation Group ter sido renomeado para Warner Bros. Pictures Animation, foi anunciado que o estúdio havia assinado um contrato com a Locksmith para desenvolver e produzir filmes de animação para distribuição mundial, que incluiria a comédia musical Bad Fairies e The Lunar Chronicles.

## Produções

### Longas-metragens

#### Filmes lançados
| # | Título     | Diretor(es)                    | Data de lançamento    | Coprodução com                             | Distribuição                                               | Serviço(s) de animação | Orçamento | Bilheteria       | Rotten Tomatoes | Metacritic | Ref(s)               |
| - | ---------- | ------------------------------ | --------------------- | ------------------------------------------ | ---------------------------------------------------------- | ---------------------- | --------- | ---------------- | --------------- | ---------- | -------------------- |
| 1 | Ron Bugado | Sarah Smith Jean-Philippe Vine | 22 de outubro de 2021 | 20th Century Animation / TSG Entertainment | 20th Century Studios (Walt Disney Studios Motion Pictures) | DNEG Animation         | TBA       | US$ 60,6 milhões | 80%             | 65         | [ 13 ] [ 14 ] [ 15 ] |

#### Futuros filmes
| # | Título               | Diretor(es)       | Data de lançamento | Coprodução com         | Distribuição          | Serviço(s) de animação | Ref(s)        |
| - | -------------------- | ----------------- | ------------------ | ---------------------- | --------------------- | ---------------------- | ------------- |
| 2 | That Christmas       | Simon Otto        | 2024               | Netflix Animation      | Netflix               | DNEG Animation         | [ 16 ] [ 17 ] |
| 3 | Bad Fairies          | Megan Nicole Dong | TBA                | Warner Animation Group | Warner Bros. Pictures | TBA                    | [ 12 ] [ 8 ]  |
| 4 | The Lunar Chronicles | Noëlle Raffaele   | TBA                | Warner Animation Group | Warner Bros. Pictures | TBA                    | [ 12 ] [ 11 ] |
| 5 | Wed Wabbit           | TBA               | TBA                | Warner Animation Group | Warner Bros. Pictures | TBA                    | [ 18 ]        |

## Prêmios

### Prêmios Annie
| Ano  | Filme      | Categoria                                               | Nomeado(s)                                   | Resultado | Ref(s) |
| ---- | ---------- | ------------------------------------------------------- | -------------------------------------------- | --------- | ------ |
| 2021 | Ron Bugado | Desenho de Personagem em uma Produção de Longa-metragem | Julien Bizat                                 | Indicado  | [ 19 ] |
| 2021 | Ron Bugado | Design de Produção em uma Produção de Longa-metragem    | Aurélien Predal, Till Nowak e Nathan Crowley | Indicado  | [ 19 ] |

### British Animation Awards
| Ano  | Filme      | Categoria                        | Nomeado(s)                                             | Resultado | Ref(s) |
| ---- | ---------- | -------------------------------- | ------------------------------------------------------ | --------- | ------ |
| 2022 | Ron Bugado | Melhor Animação em Formato Longo | Sarah Smith, Jean-Philippe Vine e Octavio E. Rodriguez | Venceu    | [ 20 ] |
| 2022 | Ron Bugado | Melhor Design                    | Sarah Smith, Jean-Philippe Vine e Octavio E. Rodriguez | Venceu    | [ 20 ] |
| 2022 | Ron Bugado | Melhor Roteiro                   | Sarah Smith e Peter Baynham                            | Indicado  | [ 20 ] |